# 考尔索
考尔索（義大利語：Caorso），是意大利皮亚琴察省的一个市镇。总面积40平方公里，人口4893人，人口密度122.3人/平方公里（2009年）。ISTAT代码为033010。